# Crobylophora daricella
Crobylophora daricella là một loài bướm đêm thuộc họ Lyonetiidae. Nó được tìm thấy ở Nam Phi và Úc.
Ấu trùng ăn Plumbago auriculata.